# 010 Trojans
Gli 010 Trojans sono una squadra di football americano di Rotterdam, nei Paesi Bassi.

## Storia
La squadra è stata fondata nel 1984 come Rotterdam Trojans; fallita nel 2010, è stata rifondata nel 2012 col nome di 010 Trojans. Ha vinto 2 volte il Tulip Bowl e 2 volte l'Holland Bowl.

## Dettaglio stagioni

### Tornei nazionali

#### Eredivisie
| Stagione | regular season | regular season | regular season | regular season | regular season | regular season | playoff | playoff | playoff | playoff | playoff | playoff    | playoff             |
|          | Vin            | Par            | Per            | Tot            | PF             | PS             | Vin     | Per     | Tot     | PF      | PS      | risultato  | avversaria          |
| -------- | -------------- | -------------- | -------------- | -------------- | -------------- | -------------- | ------- | ------- | ------- | ------- | ------- | ---------- | ------------------- |
| 2015     | 5              | 0              | 5              | 10             | 185            | 166            | -       | -       | -       | -       | -       | -          | -                   |
| 2016     | 6              | 0              | 2              | 8              | 187            | 138            | 1       | 1       | 2       | 23      | 54      | Tulip Bowl | Amsterdam Crusaders |
| 2017     | 5              | 0              | 3              | 8              | 252            | 170            | 1       | 1       | 2       | 72      | 39      | Tulip Bowl | Amsterdam Crusaders |
| 2018     | 0              | 0              | 8              | 8              | 56             | 241            | -       | -       | -       | -       | -       | -          | -                   |
| 2020     | 1              | 0              | 1              | 2              | 26             | 28             | -       | -       | -       | -       | -       | -          | -                   |
| Totale   | 17             | 0              | 19             | 36             | 706            | 743            | 2       | 2       | 4       | 95      | 93      |            |                     |

Fonti:  Enciclopedia del Football. - A cura di Roberto Mezzetti

#### QFL
| Stagione | regular season | regular season | regular season | regular season | regular season | regular season | playoff | playoff | playoff | playoff | playoff | playoff      | playoff        |
|          | Vin            | Par            | Per            | Tot            | PF             | PS             | Vin     | Per     | Tot     | PF      | PS      | risultato    | avversaria     |
| -------- | -------------- | -------------- | -------------- | -------------- | -------------- | -------------- | ------- | ------- | ------- | ------- | ------- | ------------ | -------------- |
| 2017     | -              | -              | -              | -              | -              | -              | 0       | 1       | 1       | 13      | 42      | Queen's Bowl | Amsterdam Cats |
| 2018     | 1              | 0              | 1              | 2              | 39             | 40             | -       | -       | -       | -       | -       | -            | -              |
| 2019     | 1              | 0              | 0              | 1              | 32             | 8              | -       | -       | -       | -       | -       | -            | -              |
| 2020     | 0              | 0              | 1              | 1              | 0              | 26             | -       | -       | -       | -       | -       | -            | -              |
| 2021     | 4              | 0              | 1              | 5              | 130            | 18             | 0       | 1       | 1       | 6       | 19      | Queen's Bowl | Amsterdam Cats |
| Totale   | 6              | 0              | 3              | 9              | 201            | 92             | 0       | 2       | 2       | 19      | 61      |              |                |

Fonti:  Enciclopedia del Football. - A cura di Roberto Mezzetti

#### Eerste Divisie
| Stagione | regular season | regular season | regular season | regular season | regular season | regular season | playoff | playoff | playoff | playoff | playoff | playoff   | playoff            |
|          | Vin            | Par            | Per            | Tot            | PF             | PS             | Vin     | Per     | Tot     | PF      | PS      | risultato | avversaria         |
| -------- | -------------- | -------------- | -------------- | -------------- | -------------- | -------------- | ------- | ------- | ------- | ------- | ------- | --------- | ------------------ |
| 2019     | 6              | 0              | 1              | 7              | 242            | 53             | 2       | 0       | 2       | 29      | 16      | Campioni  | Amsterdam Panthers |
| Totale   | 6              | 0              | 1              | 7              | 242            | 53             | 2       | 0       | 2       | 29      | 16      |           |                    |

Fonti:  Enciclopedia del Football. - A cura di Roberto Mezzetti

### Tornei internazionali

#### Euro Cup
| Stagione | regular season | regular season | regular season | regular season | regular season | regular season | playoff | playoff | playoff | playoff | playoff | playoff   | playoff        |
|          | Vin            | Par            | Per            | Tot            | PF             | PS             | Vin     | Per     | Tot     | PF      | PS      | risultato | avversaria     |
| -------- | -------------- | -------------- | -------------- | -------------- | -------------- | -------------- | ------- | ------- | ------- | ------- | ------- | --------- | -------------- |
| 1996     | 3              | 0              | 0              | 3              | 108            | 47             | 0       | 1       | 1       | 0       | 7       | Finale    | Seaside Vipers |
| Totale   | 3              | 0              | 0              | 3              | 108            | 47             | 0       | 1       | 1       | 0       | 7       |           |                |

Fonti:  Enciclopedia del Football. - A cura di Roberto Mezzetti

#### BeNeLux Big Five Division
| Stagione | regular season | regular season | regular season | regular season | regular season | regular season | playoff | playoff | playoff | playoff | playoff | playoff   | playoff           |
|          | Vin            | Par            | Per            | Tot            | PF             | PS             | Vin     | Per     | Tot     | PF      | PS      | risultato | avversaria        |
| -------- | -------------- | -------------- | -------------- | -------------- | -------------- | -------------- | ------- | ------- | ------- | ------- | ------- | --------- | ----------------- |
| 1999     | 4              | 0              | 3              | 7              | 160            | 78             | 2       | 0       | 2       | 32+?    | 14+?    | Campioni  | Tournai Cardinals |
| 2000     | 4              | 0              | 0              | 4              | 105            | 26             | 1       | 0       | 1       | 18      | 15      | Campioni  | Antwerp Diamonds  |
| Totale   | 8              | 0              | 3              | 11             | 265            | 104            | 3       | 0       | 3       | 50+?    | 29+?    |           |                   |

Fonti:  Sito Eurobowl.info (archiviato dall'url originale il 19 ottobre 2017)

### Riepilogo fasi finali disputate
| Anno             | Luogo     | Evento                    | Fase del torneo | Incontro                              | Risultato |
| 22 giugno 1996   |           | Euro Cup                  | Finale          | Rotterdam Trojans - Seaside Vipers    | 0 - 7     |
| 5 giugno 1999    | Bruxelles | BeNeLux Big Five Division | Benelux Bowl    | Tournai Cardinals - Rotterdam Trojans | p - v     |
| 4 giugno 2000    | Arnhem    | BeNeLux Big Five Division | Benelux Bowl    | Rotterdam Trojans - Antwerp Diamonds  | 18 - 15   |
| 2 luglio 2016    |           | Eredivisie                | Tulip Bowl      | Amsterdam Crusaders - 010 Trojans     | 40 - 6    |
| 1º luglio 2017   | Almere    | Eredivisie                | Tulip Bowl      | Amsterdam Crusaders - 010 Trojans     | 33 - 13   |
| 17 dicembre 2017 | Amsterdam | Queen's Football League   | Queen's Bowl    | Amsterdam Cats - Rotterdam Ravens     | 42 - 13   |
| 6 luglio 2019    |           | Eerste Divisie            | Runners-Up Bowl | Amsterdam Panthers - 010 Trojans      | 3 - 15    |
| 28 novembre 2021 | Amsterdam | Queen's Football League   | Queen's Bowl    | Amsterdam Cats - Rotterdam Ravens     | 19 - 6    |

## Palmarès
- 2 Tulip Bowl (1996, 1997)
- 2 Runners-Up Bowl (1988, 2019)
- 2 Holland Bowl (1998, 1999)
- 3 Benelux Bowl (1995, 1999, 2000)